# Ordine del Capo (Afghanistan)
L'Ordine del Capo (Nishan-i-Sardari) era un ordine cavalleresco dell'Afghanistan monarchico.

## Storia
L'ordine fu istituito nel 1923 per ricompensare servizi eccezionali resi allo stato e alla corona afgana.
Coloro che erano insigniti dell'onorificenza portavano il titolo di "Sardar-i-Ala", Leader Supremo, o "Sardar-i-Ali" o "Alto Leader".
L'ordine fu temporaneamente revocato nel 1929, ma in seguito Muhammad Zahir Shah lo ripristinò.

## Insegne
La medaglia dell'ordine consisteva in una placca in argento dorato a otto punte, con al centro un disco con lo stemma dell'Afghanistan. Le otto punte erano decorate con altrettanti diamanti. Le medaglie vennero perlopiù realizzate in Inghilterra dalla ditta Spink. I diamanti provenivano dall'India ed erano molto irregolari nella forma e nel taglio, come pure nella qualità.
La placca riprendeva le decorazioni della medaglia ma poteva essere appuntata al petto con una spilla.
Il nastro era verde con al centro una fascia rosa.

## Gradi
L'Ordine constava dei seguenti gradi:
- Membro di I classe
- Membro di II classe